# Хиллер, Сьюзан
Сью́зан Хи́ллер (1940 — 28 января 2019) — американская художница-концептуалистка, писатель. Работает в жанрах инсталляции, фотографии, видео, перформанса.

## Биография
Родилась в 1940 году в Таллахасси, штат Флорида. Сьюзан Хиллер воспитывалась в Кливленде и Огайо. В 1950 году она переехала в Корал-Гейблс, штат Флорида, где училась в средней школе Корал-Гейблс, окончив её в 1957 году. Она училась в Колледже Смита в Нортгемптоне, штат Массачусетс, где получила степень бакалавра в 1961 году. Изучала кино и фотографию в Колледже Купер Юнион, археологию и лингвистику в Хантер Колледже в Нью-Йорке. Затем Хиллер поступила в аспирантуру Тулейнского университета в Новом Орлеане, штат Луизиана, став стипендиатом Национального Научного Фонда в области антропологии. Окончила аспирантуру в 1965 году.
После полевых исследований в Мексике, Гватемале и Белизе, с грантом от Центрально-Американского исследовательского института (1962-5), Хиллера стала критически относиться к академической антропологии; она не хотела, чтобы её исследования были частью «объективации противоречий живых событий, [которые были] призваны стать ещё одной вплетённой нитью в ткань „доказательств“, которые помогают антропологии стать наукой». И во время одной лекции об африканском искусстве Хиллер окончательно решила стать художником. Она чувствовала, что искусство «прежде всего, иррациональное, таинственное, сверхъестественное … [она] решила быть не антрополог, но художником: фактичность уступит место для фантазии». Это решение начать художественную практику было попыткой, как впоследствии вспоминала Хиллер, «найти путь соединяющей все мои интересы».
Художественная карьера Сьюзан Хиллер началась в начале 70-х годов. Она развивалась под влиянием эстетки минимализма и концептуализма, критически осмысляя искусство через призму антропологии и феминистской теории, с которыми она продолжает быть тесно связанной и сегодня. Уже в самом начале своего пути она, выйдя замуж, переехала в Лондон, где продолжает жить и сейчас.

## Творчество
Основной темой и источником вдохновения Сьюзан Хиллер называет «обыденные вещи, которые одновременно излучают какой-то иной, необыденный и небанальный, смысл». Свои работы художница называет «параконцептуальными», поскольку изучает феномены повседневности в качестве языка, используя методологию концептуализма. Результатом этих исследований являются инсталляции, аудиопроекты, перформансы, книги. Для многих Хиллер является образцом «исследовательского искусства» (research-based art), которое связано не столько с созданием чего-то нового, сколько с поэтическим изучением уже существующего. Связь с контекстом музея (не художественного, а исторического или этнографического), энциклопедии, книги всегда чувствуется в её проектах, они также часто демонстрируются в помещениях вне чисто художественного контекста (Музей Фрейда, баптистская церковь). Сама Сьюзан Хиллер трактует свою деятельность как выявление «бессознательного» культуры, обладающего собственной объективностью.
Одной из центральных тем творчества Хиллер является отражение в массовой и повседневной культуре оккультных и паранормальных образов. Сохраняя ясность ума, рационализм и не принимая все это на веру, художница с уважением и без всякой иронии анализирует рассказы об НЛО, переживания людей в момент клинической смерти, вещие сны, мифология материнства и другие. Выбор такого рода тем обусловлен глобальным интересом художнице к теме обыденности и повседневности. «Патриархальное общество заталкивает женщину в сферу быта и семьи, милостиво оставляя ей сферу „природного“, иррационального, чувственного и эмоционального, что одновременно притягивает мужчин и позволяет им считать женщину существом второго сорта. Хиллер откровенно присягает этой „женской“ сфере, но, во-первых, показывает её универсальность, а во-вторых, работает с ней, а не просто живёт внутри неё, — позволяет себе выйти за её пределы на „мужскую“ (как считает общество) позицию наблюдателя и исследователя».

## Работы находятся в собраниях
- Центр Помпиду, Париж;
- Музей современного искусства, Нью-Йорк;
- Галерея Тейт, Лондон;
- Музей Людвига, Кёльн;
- Музей современного искусства, Стокгольм;
- Национальный музей Норвегии, Осло;
- Музей Израиля, Иерусалим;
- Музей Виктории и Альберта, Лондон.

## Избранные персональные выставки
- 1986 — Институт Современного Искусства, Лондон;
- 1998 — Институт Современного Искусства, Филадельфия;
- 2006 — Музей Современного Искусства «Castello di Rivoli», Турин;
- 2007 — Музей современного искусства, Стокгольм;
- 2011 — Тейт Британ, Лондон;
- 2016 — Музей Сурсок, Бейрут.

## Избранные групповые выставки
- 1975 — «The Video Show», Галерея Серпентайн, Лондон;
- 1987 — «State of The Art», Институт Современного Искусства, Лондон;
- 1991 — «Exploring the Unknown Self», Токийский музей фотографии, Токио;
- 1998 — «Out of Actions: Between Performance and the Object, 1949—1979», Музей современного искусства, Лос-Анджелес;
- 2002 — 13 Сиднейская биеннале современного искусства, Сидней;
- 2007 — «Whack! Art and the Feminist Revolution», Музей современного искусства, Лос-Анджелес;
- 2009 — «Polyglottolalia», Кунстхалле Тенста, Стокгольм;
- 2011 — 4 Московская биеннале современного искусства, Москва;
- 2012 — «dOCUMENTA (13)», Кассель
- 2016 — «Manifesta 11», Цюрих;
- 2017 — «Documenta 14», Афины и Кассель.